# Libong (Tignère)
Pour les articles homonymes, voir Libong.
Libong (ou Libong I) est un village du Cameroun situé dans la région de l'Adamaoua et le département du Faro-et-Déo. Il fait partie de la commune de Tignère.

## Population
En 1971, Libong comptait 95 habitants, principalement Foulbe.
Lors du recensement de 2005, 318 personnes y ont été dénombrées.